# عدد لبتون
في فيزياء الجسيمات، يعد عدد لبتون (المعروف أيضًا باسم شحنة لبتون) عددًا كميًا محفوظًا يمثل الفرق بين عدد اللبتونات وعدد اللبتونات المضادة في تفاعلات الجسيمات الأولية. رقم لبتون هو رقم كمي إضافي، ولذلك يتم الاحتفاظ بمجموعه في التفاعلات (على عكس الأرقام الكمية التضاعفية مثل التكافؤ، حيث يتم الاحتفاظ بالمنتج بدلاً من ذلك).